# Obrimona
Obrimona Strand, 1934 è un genere di ragni appartenente alla famiglia Linyphiidae.

## Distribuzione
L'unica specie oggi attribuita a questo genere è stata rinvenuta nello Sri Lanka.

## Tassonomia
La denominazione antecedente Obrima Simon, 1894 è stata cambiata in quella attuale a seguito di un lavoro di Strand del 1934, in quanto era già precedentemente occupata da Obrima Walker, 1856, genere di lepidotteri della famiglia Noctuidae.
A dicembre 2011, si compone di una specie:
- Obrimona tennenti (Simon, 1894)[3] — Sri Lanka